# Flora Fraser, 21. Lady Saltoun

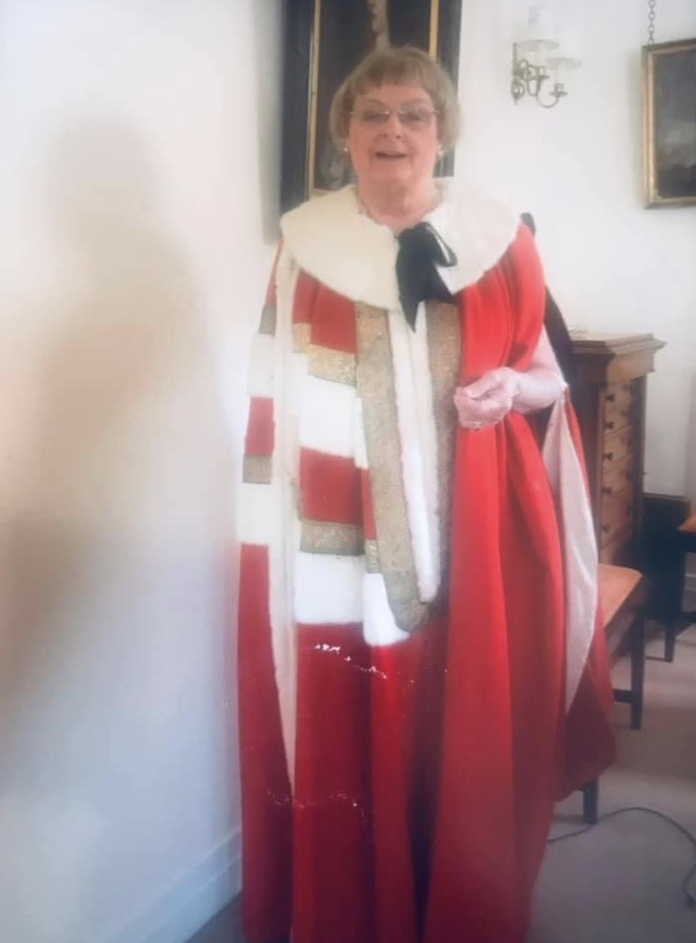
Lady Saltoun (2005)

Wappen der Flora Fraser, 21. Lady Saltoun

Flora Marjory Fraser, 21. Lady Saltoun (* 18. Oktober 1930 in Edinburgh; † 3. September 2024 in Ballater) war eine britische Adlige aus Schottland und von 1979 bis 2014 Mitglied im House of Lords.

## Leben
Sie war die einzige Tochter des Alexander Arthur Fraser, 20. Lord Saltoun (1886–1979) aus dessen Ehe mit Dorothy Geraldine Welby († 1940). Nachdem ihr einziger Bruder Alexander Simon Fraser, Master of Saltoun (1921–1944), kinderlos im Zweiten Weltkrieg gefallen war, führte sie als Heir presumptive ihres Vaters den Höflichkeitstitel Mistress of Saltoun.
Beim Tod ihres Vaters erbte sie 1979 dessen schottischen Adelstitel als 21. Lady Saltoun, der in Ermangelung männlicher Nachkommen auch in weiblicher Linie vererbbar ist. Als Nachfolgerin ihres Vaters wurde sie zudem Chief of the Name and the Arms of Fraser. Sie war damit das Oberhaupt des auf die Central Lowlands bezogenen Teils des Clans Fraser, während ihr entfernter Verwandter der Lord Lovat mit dem Titel Chief of Clan Fraser of Lovat das Oberhaupt der in den Highlands beheimateten Teile des Clans ist.
Mit dem Adelstitel war ein Sitz im britischen House of Lords verbunden, wo sie sich der parteilosen Fraktion der Crossbencher anschloss. Nach dem House of Lords Act 1999 gehörte sie zu den 90 erblichen Peers, die von ihren Standesgenossen ins House of Lords gewählt wurden, und war seitdem die einzige weibliche Trägerin einer schottischen Lordship im Oberhaus. Am 12. Dezember 2014 trat Lady Saltoun von ihrem Amt als Mitglied des House of Lords zurück.

## Ehe und Nachkommen
1956 heiratete sie Alexander Ramsay (1919–2000), Sohn von Admiral Sir Alexander Ramsay und Prinzessin Patricia of Connaught, einen Enkel von Arthur, Duke of Connaught und somit Urenkel von Königin Victoria. Im Hinblick auf ihre Chiefwürde des Clan Fraser behielt sie Wappen und Namen der Familie Fraser auch nach ihrer Eheschließung bei. Mit ihren Gatten bekam sie drei Töchter:
- Katharine Ingrid Mary Isabel Fraser, 22. Lady Saltoun (* 1957), ⚭ 1980 Mark Malise Nicolson;
- Hon. Alice Elizabeth Margaret Ramsay (* 1961), ⚭ 1990 David Ramsey;
- Hon. Elizabeth Alexandra Mary Ramsay (* 1963).